# Nhà thờ Thánh Gioan Baotixita ở Rimavské Janovce
Nhà thờ Thánh Gioan Baotixita ở Rimavské Janovce (tiếng Slovakia: Kostol svätého Jána Krstiteľa v Rimavské Janovce) là một nhà thờ giáo xứ được xây dựng theo phong cách kiến trúc Romanesque, tọa lạc ở làng Rimavské Janovce, vùng Banská Bystrica, Slovakia. Công trình kiến trúc này là di tích kiến trúc quan trọng nhất trong ngôi làng và là bằng chứng cuối cùng về sự từng tồn tại của tu viện Benedictine (còn gọi là Biển Đức) ở đây. Vào ngày 31 tháng 5 năm 1963, nhà thờ này được ghi danh vào Danh sách Di tích Trung ương theo quyết định của Bộ Văn hóa Cộng hòa Slovakia.

## Lịch sử
Mặc dù hiện nay nhà thờ Thánh Gioan Baotixita ở Rimavské Janovce đứng đơn độc trên một khu đất có hàng rào tương đối lớn, trước đây nhà thờ từng là một phần trong khuôn viên của tu viện Biển Đức. Sự tồn tại của tu viện vào đầu thế kỷ 13 được ghi lại bằng một văn bản đề cập là từ năm 1221. Một trận hỏa hoạn lớn đã xảy ra vào cuối thế kỷ 16, khiến tu viện bị sụp đổ và làm hư hại nghiêm trọng nhà thờ. Dấu hiệu của đám cháy vẫn còn lưu lại ở phía bắc của nhà thờ. Sau sự kiện này, tu viện biến mất và nhà thờ bị bỏ hoang cho đến năm 1751. Nhà thờ được trùng tu và trở thành nhà thờ giáo xứ của làng.